# Neanisentomon
Neanisentomon es un género de Protura en la familia Eosentomidae.

## Especies
- Neanisentomon guicum Zhang & Yin, 1984
- Neanisentomon tienmucnicum Yin, 1990
- Neanisentomon yuenicum Zhang & Yin, 1984